# Otiorhynchus carinatopunctatus
Otiorhynchus carinatopunctatus es una especie de gorgojo del género Otiorhynchus, familia Curculionidae. Fue descrita científicamente por Retzius en 1783.
Esta especie es nativa de Europa e introducida en América del Norte.